# تولو تولو
تولو تولو هو فيلم كوميدي إيطالي من إخراج تشيكو زالوني وبطولة زالوني، سليمان سيلا، باربارا بوشيه وأنطونيلا عتيلي.صدر الفيلم في 1 يناير 2020 وحقق إيرادات بلغت 52.2 مليون دولار..

## روابط خارجية
تولو تولو على موقع IMDb (الإنجليزية)
- تولو تولو على موقع ألو سيني (الفرنسية)
- تولو تولو على موقع فيلمافينيتي (الإسبانية)
- تولو تولو على موقع قاعدة بيانات الفيلم (الإنجليزية)
- تولو تولو على موقع ليتربوكسد (الإنجليزية)
- تولو تولو على موقع كينوبويسك (الروسية)